# Poe (Sängerin)

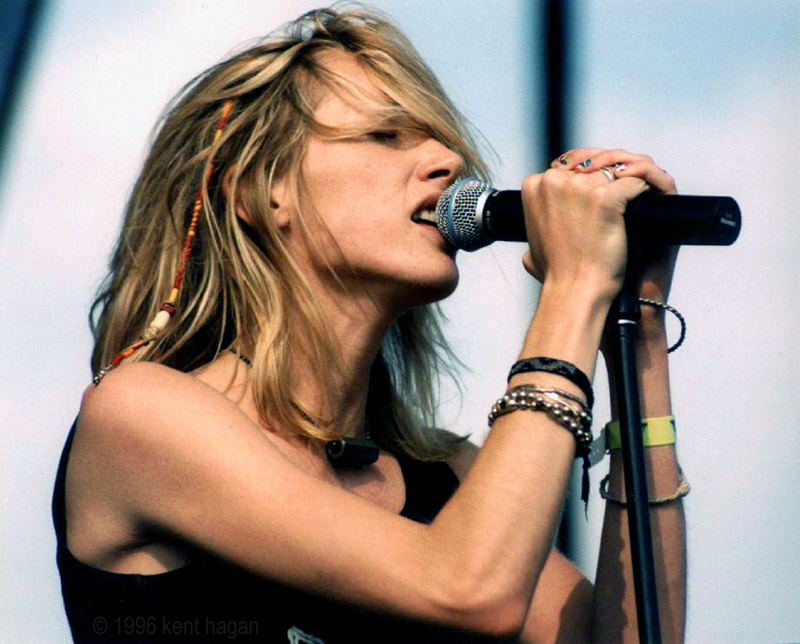
Poe (1996)

Poe (* 23. März 1967 als Anne Decatur Danielewski) ist eine US-amerikanische Sängerin und Singer-Songwriterin, die erstmals Mitte der 1990er Jahre in den Charts vertreten war. Sie ist die Tochter des polnischen Filmregisseurs Tad Danielewski und seiner Ehefrau Priscilla Machold. Sie ist ferner die Schwester des Schriftstellers Mark Z. Danielewski.

## Diskografie

### Alben
- 1995: Hello
- 2000: Haunted

### Singles
- 1995: Trigger Happy Jack (Drive by a Go-Go)
- 1995: Angry Johnny
- 1996: Hello
- 1998: Today (Promo)
- 1998: Rise and Shine (Charity Single)
- 1998: Control (Promo)
- 2000: Walk the Walk (Promo)
- 2001: Hey Pretty – Drive-by 2001 remix (Promo)
- 2001: Wild (Promo)